# Interlude musical
Albums de Nuno Resende
De vous... à moi
(2014)
Interlude musical est un DVD de Nuno Resende. C'est l'enregistrement en public du concert qui a eu lieu le 31 juillet 2013 au théâtre du Rouge Gorge à Avignon.

## Contexte
Du 22 au 31 juillet 2013, Nuno Resende interprète des standards de la chanson française et internationale pendant le Festival d'Avignon. Certains titres sont des extraits de comédies musicales.

## Titres du DVD
1. Music de John Miles
2. Creep de Radiohead
3. If I Ain't Got You d'Alicia Keys
4. Empire State of Mind d'Alicia Keys
5. Faz Chover de Fernandinho (pt)
6. With or Without You de U2
7. Halo de Beyoncé Knowles
8. Feeling Good d'Anthony Newley et Leslie Bricusse, extrait de la comédie musicale The Roar of the Greasepaint – The Smell of the Crowd (en)
9. L'Envie d'aimer de Daniel Lévi, extrait de la comédie musicale Les Dix commandements
10. En apesanteur de Calogero
11. Time Is Running Out de Muse
12. All Night Long de Lionel Richie
13. I Got You (I Feel Good) de James Brown
14. L'Assasymphonie de Florent Mothe, extrait de la comédie musicale Mozart, l'opéra rock
15. Bohemian Rhapsody de Queen

## Anecdote
La chanson Faz chover est une adaptation de Let it rain écrite par Michael Farron et interprétée par Michael W Smith. 
Elle s'inspire du Psaume 97 1:6 de la Bible. La chanson, non prévue dans le spectacle, a été ajoutée à la suite d'une rencontre faite par Nuno dans les rues d'Avignon.